# Seiden Jenő
Seiden Jenő (Újpest, 1900. március 28. – ?) válogatott labdarúgó, csatár, balösszekötő.

## Pályafutása

### Klubcsapatban
Az Újpesti Törekvés labdarúgója volt. Gyors, technikás csatár volt, aki gólveszélyesen játszott, de néha önző volt.

### A válogatottban
1922-ben két alkalommal szerepelt a magyar labdarúgó-válogatottban és egy gólt szerzett. Másodosztályú játékosként lett a válogatott keret tagja, ahol edzésen olyan jól szerepelt Orth György mellett, hogy a kezdőcsapatba is bekerült.

## Családja
Szülei: Seiden Ignác Lipót és Groszmann Hermina
Házastársa: Helleran Mária (1898–1971) 

## Statisztika

### Mérkőzései a válogatottban
| Magyarország | Magyarország      | Magyarország                    | Magyarország  | Magyarország | Magyarország | Magyarország | Magyarország | Magyarország |
| #            | Dátum             | Helyszín                        | Hazai         | Eredmény     | Vendég       | Kiírás       | Gólok        | Esemény      |
| ------------ | ----------------- | ------------------------------- | ------------- | ------------ | ------------ | ------------ | ------------ | ------------ |
| 1.           | 1922. április 30. | Budapest, Hungária körúti pálya | Magyarország  | 1 – 1        | Ausztria     | barátságos   | -            |              |
| 2.           | 1922. május 14.   | Krakkó                          | Lengyelország | 0 – 3        | Magyarország | barátságos   | 1            | 20'          |
|              | Összesen          |                                 |               | 2            | mérkőzés     |              | 1            | gól          |